# Alcis plebeia
Alcis plebeia là một loài bướm đêm trong họ Geometridae.